# Forever Summer Holiday
"Forever Summer Holiday" é uma canção da banda de indie pop britânica Kero Kero Bonito, sendo o sexto single de seu primeiro álbum de estúdio, Bonito Generation (2016). Como em muitas músicas do KKB, "Forever Summer Holiday" apresenta letras em inglês e japonês, bem como uma mistura de canto e rap.

## Vídeo musical
O vídeo oficial da música foi lançado em 29 de junho de 2017 e carregado no YouTube. Foi dirigido por Theo Davies. O vídeo gira em torno dos membros da banda indo em férias de verão para a praia.

## Faixas e formatos
Download digital e streaming
1. "Forever Summer Holiday" – 3:35

## Histórico de lançamento
| Região      | Data                | Formato(s)       | Gravadora         |
| ----------- | ------------------- | ---------------- | ----------------- |
| Reino Unido | 29 de junho de 2017 | Download digital | Double Denim Sony |